# ول شیدلووسکی
ول شیدلووسکی یا ول شیدلوفسکی (نام علمی: Microtus schidlovskii) یک گونه از جوندگان تیرهٔ همسترهای دم‌کوتاه (Cricetidae) است. به‌طور معمول در شمال غربی ارمنستان یافت می‌شود و برای مدت طولانی به عنوان یک زیرگونه از ول اجتماعی در نظر گرفته می‌شد تا اینکه در سال ۲۰۰۲ توسط گولنیشچف به عنوان یک گونه معرفی شد.